# Vanhoeffenura brachycephala
Vanhoeffenura brachycephala är en kräftdjursart som först beskrevs av Yakov Avadievich Birstein 1957.  Vanhoeffenura brachycephala ingår i släktet Vanhoeffenura och familjen Munnopsidae. Inga underarter finns listade i Catalogue of Life.